# Rudaki

Abu Abdullah Jafar ibn Mohammad ibn Hakim ibn Abdurrahman ibn Adam Rudaki Samarghandi (tiếng Ba Tư: ابوعبدالله جعفر ابن محمد رودکی (858 - 941– nhà thơ Ba Tư, người được coi là ông tổ của thơ ca Ba Tư, người sáng lập nền văn học Ba Tư – Tajikistan. 

## Tiểu sử
Rudaki sinh năm 858 ở Rudak (Panjrud), nay là Tajikistan. Theo truyền thuyết là bị mù ngay từ lúc sinh nhưng thiên bẩm là thông minh lại được học ở trường dòng Hồi giáo nên từ nhỏ đã rất giỏi tiếng Ả Rập và thuộc Kinh Koran. Nổi tiếng là một nhạc công lẫn nhà thơ, suốt 40 năm liền đứng đầu nhóm nhà thơ của triều đình Bukhara, đạt đến đỉnh cao của danh vọng cũng như tiền bạc nhưng mấy năm cuối đời phải sống trong cảnh lưu đày và chết trong cảnh nghèo túng.
Di sản thơ ca của Rudaki, theo một truyền thuyết là gồm 130 nghìn bài thơ, một giả thuyết khác thì cho là 1300 bài, tuy vậy hiện nay người ta biết được khoảng 1000 bài thơ của ông gồm các thể loại qasida, ghazal và rubai. Thơ ông thể hiện lòng tin vào sức mạnh của trí tuệ con người, khuyên người đời sống đạo đức và, tất nhiên, một mảng đề tài hưởng thụ cuộc sống. Tượng của ông được dựng ở nhiều nơi và tên ông được đặt cho một số con đường ở Tajikistan.